# Toni Kallio
Toni Kallio (ur. 9 sierpnia 1978 w Tampere) – piłkarz fiński grający na pozycji lewego obrońcy.

## Kariera klubowa
Karierę piłkarską Kallio rozpoczął w rodzinnym mieście Tampere, w tamtejszym klubie TPV Tampere. W 1996 roku zadebiutował w jego barwach w drugiej lidze fińskiej. W 1998 roku został wypożyczony do pierwszoligowego Jazz Pori. W jego barwach zaliczył zaledwie jedno spotkanie i jeszcze w tym samym roku wrócił do TPV. Na koniec sezonu wywalczył z Tampere awans do pierwszej ligi. W połowie 1999 roku przeszedł do jednego z czołowych klubów w kraju, HJK Helsinki. W 2000 roku zdobył z nim swój pierwszy w karierze Puchar Finlandii, a w 2002 roku sięgnął po pierwsze mistrzostwo kraju. W 2003 roku zdobył z HJK dublet, a w helsińskim zespole grał do połowy 2004 roku.
W 2004 roku Toni wyjechał do sąsiadującej z Finlandią Norwegii. Został piłkarzem klubu Molde FK i jednocześnie jego podstawowym zawodnikiem. Grając w Molde został przekwalifikowany ze skrzydłowego na bocznego obrońcę. W 2005 roku zdobył z Molde Puchar Norwegii. Po występach w norweskiej lidze przeszedł do szwajcarskiego BSC Young Boys z Berna. Przez półtora roku wystąpił w 21 meczach Swiss Super League.
W styczniu 2008 roku Fin został sprzedany za 330 tysięcy euro do angielskiego Fulham F.C., w którym stał się czwartym Finem obok Anttiego Niemi, Jariego Litmanena oraz Shefkiego Kuqi. Do końca sezonu nie zadebiutował w Premiership. Swój debiut w niej zaliczył w sezonie 2008/2009. W trakcie sezonu 2009/2010 był wypożyczony do Sheffield United.
W 2010 roku Kallio grał w Norwegii, w Vikingu Stavanger. W 2011 roku zaliczył epizod w tajskim Muangthong United, a następnie został zawodnikiem rodzimego Interu Turku.
| Sezon   | Klub              | Kraj       | Rozgrywki           | Mecze | Bramki |
| ------- | ----------------- | ---------- | ------------------- | ----- | ------ |
| 1996    | TPV Tampere       | Finlandia  | Ykkönen             | 18    | 5      |
| 1997    | TPV Tampere       | Finlandia  | Ykkönen             | 19    | 1      |
| 1998    | Jazz Pori         | Finlandia  | Veikkausliiga       | 1     | 0      |
| 1998    | TPV Tampere       | Finlandia  | Ykkönen             | 19    | 2      |
| 1999    | TPV Tampere       | Finlandia  | Veikkausliiga       | 18    | 6      |
| 1999    | HJK Helsinki      | Finlandia  | Veikkausliiga       | 9     | 0      |
| 2000    | HJK Helsinki      | Finlandia  | Veikkausliiga       | 19    | 1      |
| 2001    | HJK Helsinki      | Finlandia  | Veikkausliiga       | 32    | 5      |
| 2002    | HJK Helsinki      | Finlandia  | Veikkausliiga       | 26    | 7      |
| 2003    | HJK Helsinki      | Finlandia  | Veikkausliiga       | 24    | 4      |
| 2004    | HJK Helsinki      | Finlandia  | Veikkausliiga       | 13    | 0      |
| 2004    | Molde FK          | Norwegia   | Tippeligaen         | 7     | 2      |
| 2005    | Molde FK          | Norwegia   | Tippeligaen         | 22    | 3      |
| 2006    | Molde FK          | Norwegia   | Tippeligaen         | 24    | 1      |
| 2006/07 | BSC Young Boys    | Szwajcaria | Swiss Super League  | 15    | 0      |
| 2007/08 | BSC Young Boys    | Szwajcaria | Swiss Super League  | 6     | 2      |
| 2007/08 | Fulham F.C.       | Anglia     | Premier League      | 0     | 0      |
| 2008/09 | Fulham F.C.       | Anglia     | Premier League      | 3     | 0      |
| 2009/10 | Fulham F.C.       | Anglia     | Premier League      | 1     | 0      |
| 2009/10 | Sheffield United  | Anglia     | Championship        | 8     | 0      |
| 2010    | Viking FK         | Norwegia   | Tippeligaen         | 1     | 0      |
| 2011    | Muangthong United | Tajlandia  | Thai Premier League | 1     | 0      |
| 2011    | Inter Turku       | Finlandia  | Veikkausliiga       |       |        |

## Kariera reprezentacyjna
W reprezentacji Finlandii Kallio zadebiutował 31 stycznia 2000 w wygranym 1:0 towarzyskim spotkaniu z Wyspami Owczymi. Ma za sobą występy w eliminacjach do Mistrzostw Świata 2002, Euro 2004, Mistrzostw Świata 2006 i Euro 2008.